# Jón Hjaltalín
Jón Jónsson Hjaltalín, född 21 april 1807 i Borgarfjarðarsýsla, död 8 juni 1882 i Reykjavik, var en isländsk läkare. Han var halvbror till Oddur Hjaltalín.
Hjaltalín blev student 1830, tog kirurgisk examen i Köpenhamn 1837 samt medicinsk examen och doktorsgraden i Kiel 1839. Året därpå studerade han lepra på Island och 1841 badanstalter i Tyskland, varefter han 1844 grundlade Klampenborg badanstalt, som öppnades 1846, och i vars styrelse han ingick till 1851. Därefter sändes han till Island för att studera fårpest och svavelkällor, varefter han stannade på sin födelseö. Åren 1855–1881 var han landsläkare på Island, vars läkarförhållanden betydligt förbättrades genom hans verksamhet. Det var mycket svårt att rekrytera läkare till Island, men i syfte att avhjälpa denna brist föreslog Hjaltalín att det skulle inrättas en läkarskola där, och efter en provisorisk lösning 1863 beslutade alltinget, av vilket han 1859–1881 var kungavald medlem, 1875, att det skulle inrättas en sådan skola i Reykjavik, och året därpå stadfästes denna lag. Hjaltalín skrev talrika mindre avhandlingar, dels omfattande läkarvetenskap och naturvetenskap, dels veterinärvetenskap.

## Utmärkelser
- Riddare av Dannebrogorden,  1867[2]
- Dannebrogsmännens hederstecken,  1874[2]

[Redigera Wikidata]